# Giulio Bertè
Giulio Bertè (* Ende 1897 in Potenza; † 1967) war ein italienischer Architekt des Futurismus und Politiker.

## Leben
Bertè entstammt einer römischen Familie, wurde aber in Potenza in Süditalien geboren. Er absolvierte ein Studium des Bauingenieurwesens. Giulio Bertè war verheiratet mit Teresa Janna aus San Donà di Piave, sein Bruder Roberto mit deren Schwester Beatrice. Im Ersten Weltkrieg war er bei der Marine eingeteilt, ab 2. November 1917 als Sottotenente di Vascello. Für die Marineflieger der 256. Squadriglia flog er als Osservatore und als Pilot Einsätze ab Otranto.
In der Zwischenkriegszeit wirkte Bertè während rund zehn Jahren in Albanien als Architekt.:257 1929 zog er mit seiner Familie nach Albanien, wo er den Architekten Florestano Di Fausto bei verschiedenen Arbeiten vertrat. Im Albanien von König Ahmet Zogu, der mit dem faschistischen Italien den Ersten und Zweiten Tiranapakt geschlossen hatte, setzten italienische Architekten und Ingenieure zahlreiche Bauprojekte um. Bertè war in eine Reihe von Bauvorhaben involviert, später führte er auch Projekte von Gherardo Bosio aus. 1932 begann er mit einer Stadtplanung für Burrel, Zogs Heimatstadt, wovon auch ein Teil umgesetzt worden ist.:260 f. In den Jahren 1933/34 beteiligte er sich mit Gebäudeplänen und einer Stadtplanung am Wiederaufbau von Durrës, wo viele Gebäude durch ein Erdbeben zerstört worden waren.:260–263 Bertè leitete zudem das Ufficio per l'Edilizia e l'Urbanistica dell'Albania, das nationale Stadtplanungsamt.
Giulio Bertès Schaffen, oft im Schatten von großen Architekten seiner Zeit, fand bis heute kaum eine Würdigung. In den Archiven finden sich neben Plänen, die von ihm signiert wurden, kaum Spuren.:257

“L’opera architettonica di Giulio Bertè, eseguita con grande talento, rimane tuttora nel suo complesso un intervento di rilievo caratterizzato da un marcato carattere razionalista, un’opera rappresentativa dell’architettura italiana in Albania che ancora attende adeguati approfondimenti.”

„Das mit großem Talent ausgeführte architektonische Werk von Giulio Bertè ist noch immer ein wichtiger Beitrag, der sich durch einen ausgeprägten rationalistischen Charakter auszeichnet; ein Werk, das die italienische Architektur in Albanien repräsentiert und noch auf eine angemessene Aufarbeitung wartet.“

Zurück in Italien war Bertè Verwalter seines landwirtschaftlichen Anwesens. Später ließ er sich in Venetien in der Heimat seiner Frau nieder, wo er 1954 mit seinem Schwager Alessandro Janna einen Rotary-Club gründete. 1964 wurde er bei Gemeinderatswahlen in San Donà di Piave als Vertreter der Partito Liberale ins 30-köpfige Stadtparlament gewählt. Nach einigen Monaten trat er jedoch aus gesundheitlichen Gründen zurück. Giulio Bertè starb 1967.

## Bertès Projekte in Albanien (eigene Werke und Mitarbeit)

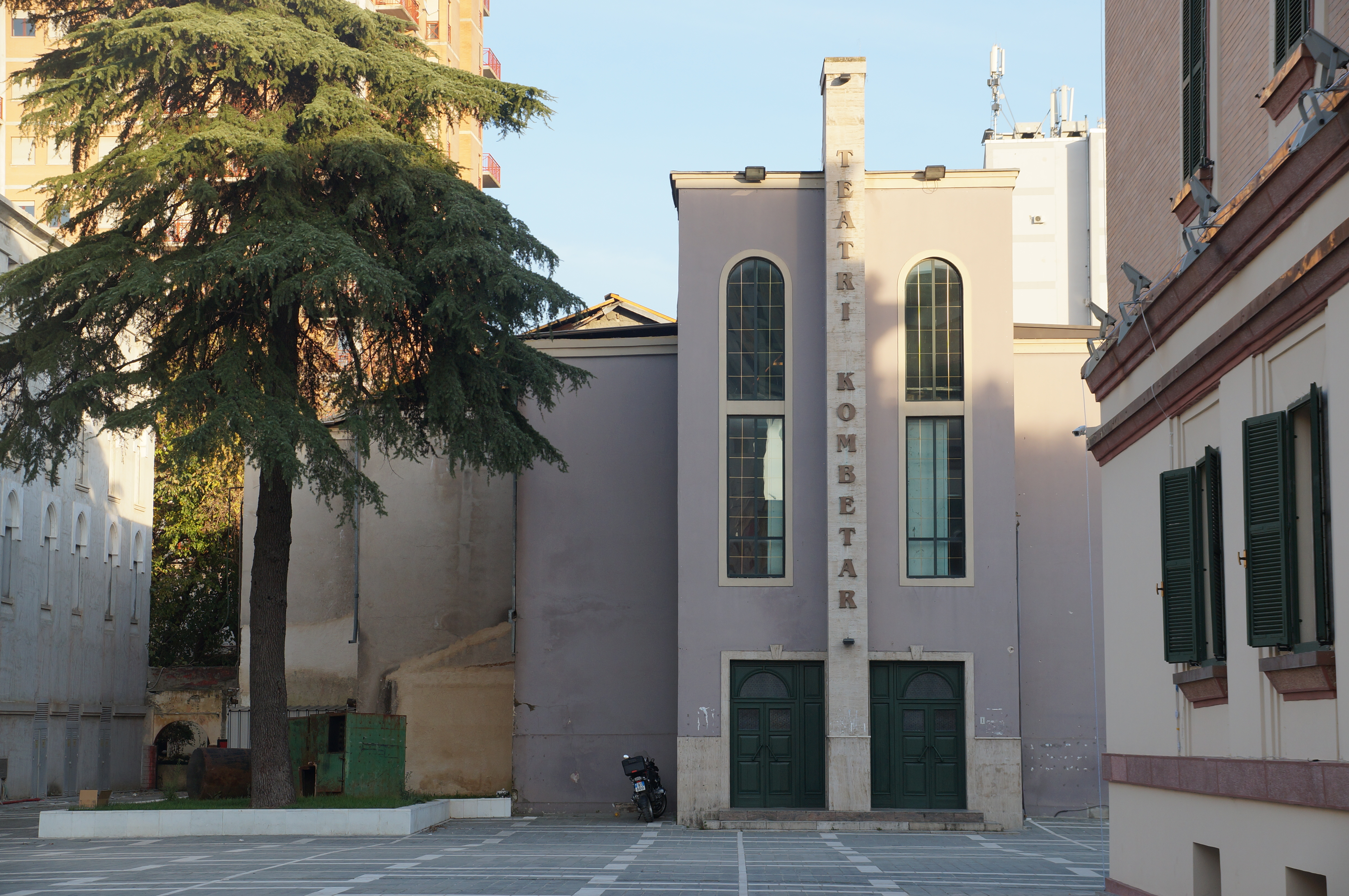
Circolo italo-albanese „Scanderbeg“, nördlicher Flügel beim Skanderbeg-Platz 1939–2020

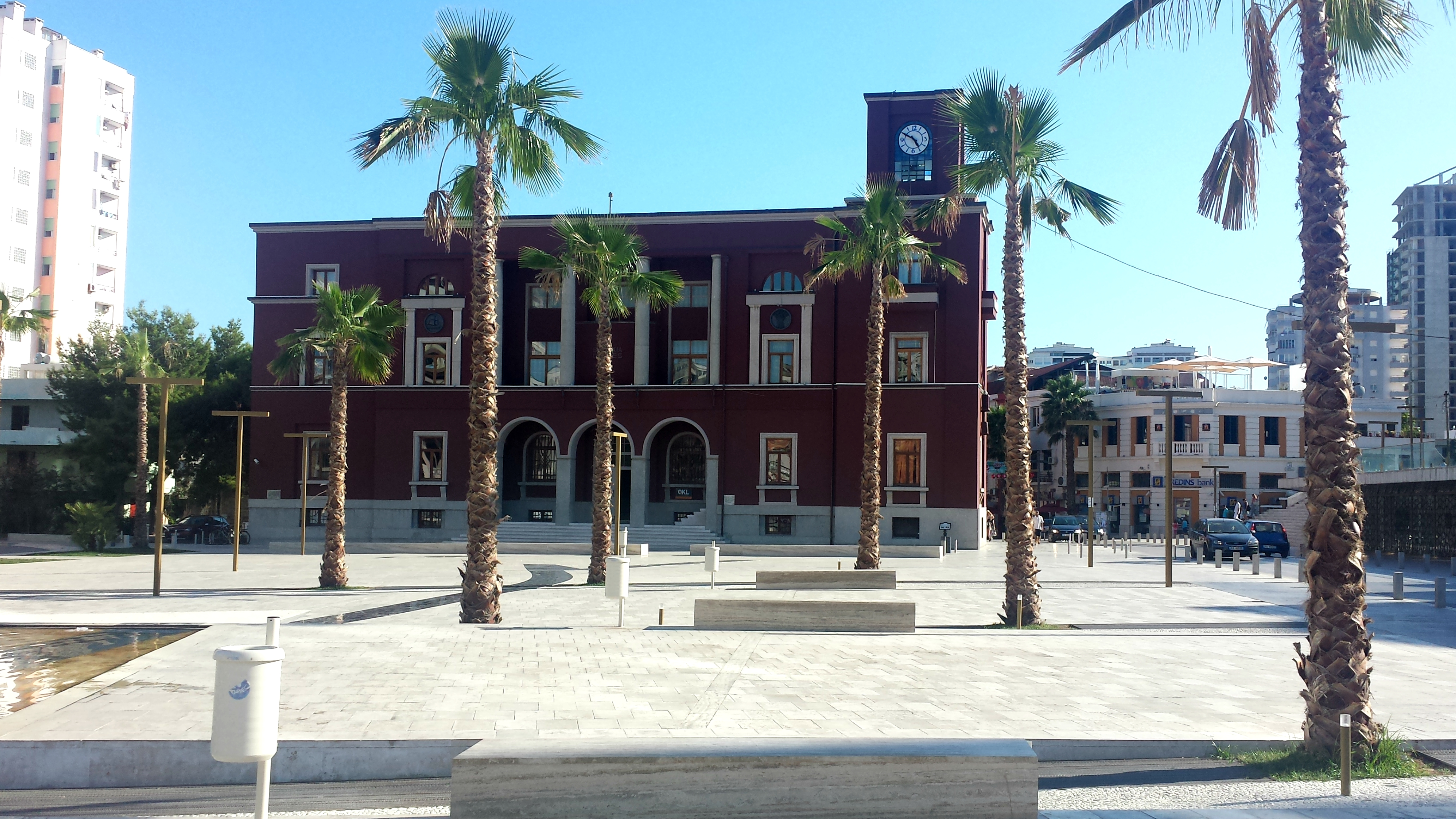
Rathaus von Durrës (nicht-originale Wandbemalung)

- Gestaltung des Stadtzentrums und Ministerien am Skanderbeg-Platz (ab 1929, in Vertretung von Di Fausto; 1935: Grünanlage im Zentrum des Parks)[7][11][6]:263
- Königliche Villa in Durrës (ab 1929, in Vertretung von Di Fausto)[13]:71
- Bahnhof von Tirana (1929, nicht ausgeführt)[13]:122
- Bahnhof von Durrës (1930, nicht ausgeführt)[13]:124
- Königliche Villa („Prinzessinen-Villa“) im Zentrum von Tirana (1936, Variante des Projekts von Hans Köhler)[6]:263[13]:119
- Königlicher Palast (1937–1939: nicht ausgeführtes Projekt einem Überbauungsplan von Di Fausto folgend, 1939–1941: ausgeführte Variante von Bosios Projekt)[13]:97,196
- Stadtplan für Burrel (1932–1936)[13]:60
- Mittelschule „Liceo Turtulli“, Korça (1936, mehrere Projekte)[13]:126,142
- Rathaus von Durrës (1936–1941: mit G. Valcovi und L. Carmignani)[13]:134
- Wirtschaftsministerium (1937, nicht ausgeführt)[13]:136
- Postamt Durrës (1937–1939, nicht ausgeführt)[13]:144
- Nationalmuseum in Tirana (1938, nicht ausgeführt)[13]:140
- Circolo italo-albanese „Scanderbeg“ (mit Kino-Theater Savoia; 1938)[14]
- Kino Majestik, Korça (1939, mit Waja)[13]:132
- mehrere Villen in Tirana (darunter 1935: Villa Nepravishta)[11][13]:71